# Corrado Mastantuono
Corrado Mastantuono (Roma, 20 dicembre 1962) è un fumettista italiano.

## Biografia
Nel 1980 si diploma all'Istituto di Stato per la Cinematografia e la Televisione come animatore, attività che svolgerà fino al 1989.
Nel 1990 debutta nel mondo del fumetto disegnando per le riviste L'Eternauta e Comic Art. Nello stesso anno comincia a collaborare con la Walt Disney Italia, introdotto da Giovan Battista Carpi. Per la Disney produce numerosissime storie sia come disegnatore che come sceneggiatore; la prima è Zio Paperone e l'unica giovialità su testi di Fabio Michelini. Nel 1997 crea inoltre il personaggio di Bum Bum Ghigno, una «scheggia impazzita», come l'ha definita lo stesso Mastantuono, diventato nel tempo una figura fissa nel cast di Paperopoli.
Nel 1993 incomincia a collaborare anche con la Sergio Bonelli Editore, partecipando a Nick Raider e, dal 1997, a Magico Vento. Per entrambe le serie diventa con il tempo il copertinista ufficiale.
Approda al mercato francese nel 2004 con il fantasy Elias le maudit per la leggendaria casa editrice Les Humanoïdes Associés. Realizza tutti e tre gli episodi della serie, che viene tradotta in italiano come Elias il maledetto per Vittorio Pavesio Productions.
A lui viene affidato il compito di disegnare il cosiddetto "Texone" del 2007 (Il profeta hualpai), la collana che ogni anno propone un disegnatore estraneo allo staff regolare di Tex. La sua prova piace a tal punto che viene inserito nella squadra di disegnatori regolari della serie. Realizza inoltre due storie brevi per gli speciali a colori di Dylan Dog, firmando anche la sceneggiatura di una di esse.
Nel 2016 Bonelli pubblica il romanzo a fumetti Klon per la collana Le storie, che vede Mastantuono in veste di autore completo di testi, disegni e colori. Nel 2018 illustra il settimo speciale di Tex "alla Francese", dal titolo Giustizia a Corpus Christi, coadiuvato dai colori di Matteo Vattani. Nello stesso anno disegna anche i primi due albi della miniserie western Deadwood Dick, adattata dai racconti di Joe R. Lansdale per l'etichetta Audace di Bonelli, oltre alle copertine di tutti e sette i numeri.
Dal 2019 realizza una serie di storie per Topolino, con protagonisti Paperino e Paperoga, giornalisti del quotidiano "Papersera".

## Riconoscimenti
- 1989 Tolentino. Segnalazione alla “15ª biennale dell'umorismo nell'arte”
- 1992 Reggio Emilia. Premio Albertarelli (Anafi)
- 1995 Roma. Premio Lisca di Pesce per disegnatori umoristici
- 1995 Perugia. Premio Fumo di China - fumetto umoristico
- 1996 Rapallo. Topolino d'oro
- 1996 Cagliari. Premio lo Scultone
- 1997 Milano. Premio Cartoomics
- 1999 Reggio Emilia. Premio Mostra di Reggio (Anafi)
- 2001 Roma. Premio Yellow Kid
- 2002 Roma. Premio Fumo di China - fumetto umoristico
- 2002 Roma. Premio Fumo di China - fumetto realistico
- 2002 Lucca. Gran Guinigi 2002 - autore
- 2002 Rapallo. Premio ‘U Gianco
- 2002 Firenze. Premio Perseo - autore
- 2002 Napoli. Premio Attilio Micheluzzi 2003
- 2003 Lucca. Premio Fumo di China - autore completo umoristico
- 2004 Lucca. Premio Fumo di China - miglior copertinista
- 2005 Lucca. Menzione speciale per il gioco “Big Manitù”
- 2007 Lucca. Premio Fumo di China - miglior copertinista
- 2008 Reggio Emilia - Referendum ANAFI - miglior disegnatore